# Troglohyphantes dekkingae
Espèce
Troglohyphantes dekkingae est une espèce d'araignées aranéomorphes de la famille des Linyphiidae.

## Distribution
Cette espèce est endémique de Bosnie-Herzégovine.

## Description
Le mâle holotype mesure 2,70 mm et la femelle paratype 3,17 mm.

## Liste des sous-espèces
Selon World Spider Catalog (version 16.5, 5/12/2015) :
- Troglohyphantes dekkingae dekkingae Deeleman-Reinhold, 1978
- Troglohyphantes dekkingae pauciaculeatus Deeleman-Reinhold, 1978

## Étymologie
Cette espèce est nommée en l'honneur de Marietta Dekking.

## Publication originale
- Deeleman-Reinhold, 1978 : Revision of the cave-dwelling and related spiders of the genus Troglohyphantes Joseph (Linyphiidae), with special reference to the Yugoslav species. Academia Scientiarum et Artium Slovenica, Classis IV: Historia Naturalis, Institutum Biologicum Ionnis Hadži, Ljubljana, vol. 23, p. 1-220.